# Гарбах
Гарбах (нім. Harbach) — громада в Німеччині, розташована в землі Рейнланд-Пфальц. Входить до складу району Альтенкірхен. Складова частина об'єднання громад Кірхен (Зіг).
Площа — 5,63 км2. Населення становить 539 ос. (станом на 31 грудня 2020).